# AltStore
AltStoreは、iOSおよびiPadOSシステムの代替アプリストアであり、ユーザーは、App Storeで入手できないアプリケーション、元のアプリを改造した「++」アプリ、脱獄アプリ、有料アプリをダウンロードすることができる。2019年9月25日に発表され、9月28日にリリースされた。

## 歴史
Riley Testutはアメリカの開発者で、Appleが彼の作成したエミュレータ「Delta」を App Storeで配信することを拒否されてから、AltStoreの制作を始めた。 Xcodeを使用すると、7日間の間、「Delta」をiOSデバイスに一時的にインストールすることができたため、2019年にこの機能を活用したAltStoreを作成し、他のipaファイルでも使用することができるようになった。 2022年の時点で、AltStoreは150万回ダウンロードされている。

## 特徴
AltStoreは、Xcodeの開発者プラットフォームの抜け穴を使用し、アプリ開発者が脱獄することなく、開発中の独自のアプリをサイドロードできるようにします。 サイドロードされたアプリは、テスト用の開発者プロジェクトと同様に署名され、7日後に期限切れになり、それまでに更新または再インストールする必要がある。

## 外部サイト
- 公式ウェブサイト